# マイヒメ
マイヒメ（舞姫、学名：Cerasus ‘Maihime’）はバラ科サクラ属のサクラ。エドヒガン系の栽培品種のサクラで、公益財団法人日本花の会がヤエベニシダレの実生から作出したヤエザクラ。

## 特徴と由来

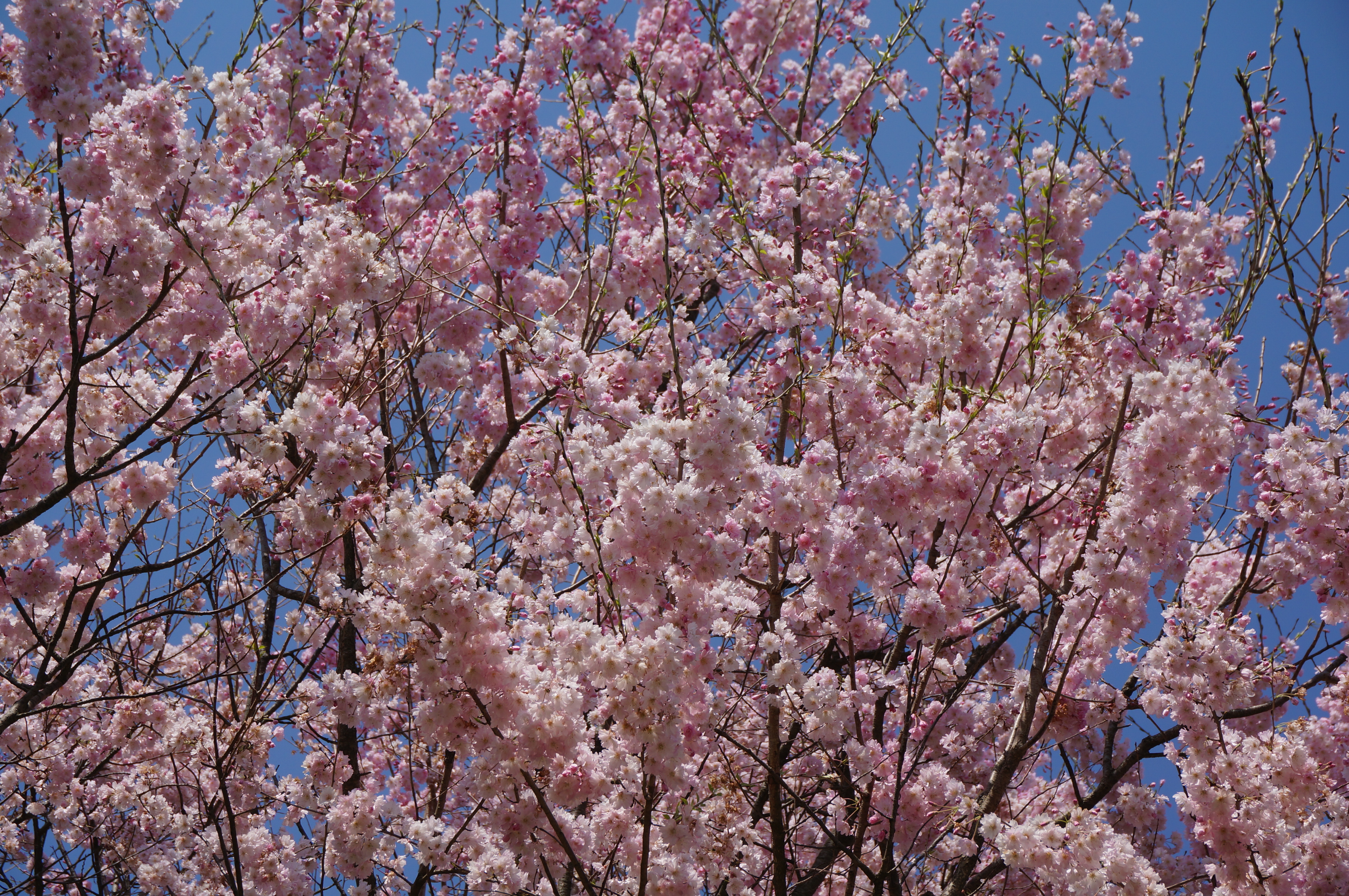
花はヤエベニシダレと同様の形態だが樹形が枝垂れないのが特徴

樹高は高木で樹形は盃状。八重咲きで中輪の花を咲かせ、花弁の色は淡紅色。東京の花期は4月上中旬でソメイヨシノの少し後に咲く。親のヤエベニシダレと同じくエドヒガンの特徴を受け継ぎ葉より先に花が展開する。花の形態もヤエベニシダレと似るが、樹形が枝垂れないのが大きな違いである。エドヒガンは病気に強く寿命が長いので、マイヒメもこの特徴を受け継ぎ、ソメイヨシノで問題になっているてんぐ巣病への耐性が強いと考えられている。
日本花の会が創立50周年を記念して作出した栽培品種である。作出のきっかけは、日本花の会の結城農場の桜見本園を訪れた見学者から、同会で作出した品種はどれかと問われたことであった。同会はサクラの名所づくりに適した 「花が美しく、丈夫で、特徴のある」サクラを選抜し各地に配布してきた実績はあるが、独自の栽培品種を作出した実績はなかったので、これを機に独自の栽培品種の作出を開始した。1997年（平成9年）6月に同会の桜見本園で19種類21個体のサクラから合計200粒ほどの種子を採り、翌1998年（平成10年）3月に播種し、このうち発芽して育成した57本のうち、新しい品種特性を持ち優良個体であったヤエベニシダレの実生からマイヒメが誕生した。命名は同会の会報誌や公式サイトを介した公募で行われた。84件の応募があり、新しい桜をイメージできること、親しみを感じること、呼びやすいことを条件に14件に絞り込まれ、最終的にマイヒメ（舞姫）に決定した。応募者によると、会報誌に掲載された新品種の写真を見て明治時代の鹿鳴館でフリルの付いたドレスを着て踊る貴婦人を連想しての命名であった。2012年（平成24年）5月の同会の創立50周年記念式典で初披露され、同年秋より配布され始めた。2011年（平成23年）8月に種苗法に基づく品種登録をしたため、増殖等の利用には日本花の会の許諾が必要である。

## 植栽地

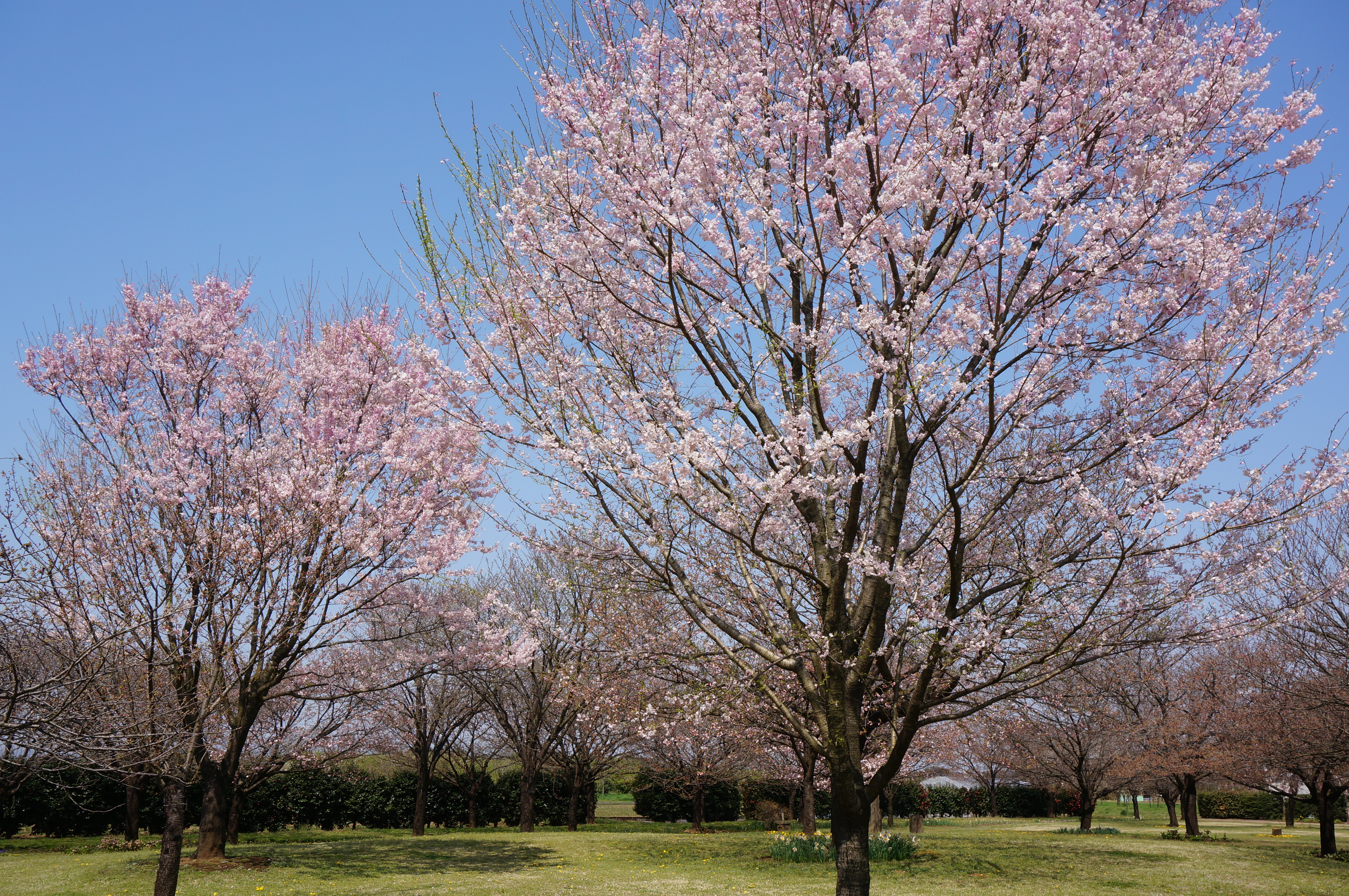
日本花の会 結城農場にある2本のマイヒメ

茨城県結城市の日本花の会の結城農場の桜見本園に原木ともう1本の2本があるほか、小説『舞姫』と関連して島根県津和野町の森鷗外の生家にも植栽された。また東京の上野恩賜公園と千鳥ヶ淵緑道にも植栽されている。